# Manuel Angelos (Sohn Isaaks II.)
Manuel Angelos (mittelgriechisch Μανουήλ Άγγελος; * zwischen 1193 und 1195 in Konstantinopel; † wohl 1212 in Nikaia) war ein byzantinischer Aristokrat aus der Herrscherfamilie der Angeloi und Thronprätendent nach dem Fall Konstantinopels im Vierten Kreuzzug. 

## Leben
Manuel war das älteste gemeinsame Kind von Kaiser Isaak II. Angelos und dessen zweiter Frau Maria-Margarete, einer Tochter König Bélas III. von Ungarn. Er hatte einen Bruder Johannes (* nach 1195; † 1242); seine Schwester Theodora war die spätere Ehefrau Herzog Leopolds VI. von Österreich. Seine älteren Halbgeschwister waren Irene von Schwaben und Kaiser Alexios IV., sein jüngerer Halbbruder Demetrios von Montferrat.
Zusammen mit seiner seit Februar 1204 verwitweten Mutter floh Manuel Angelos nach der Eroberung Konstantinopels durch die Kreuzfahrer am 13. April 1204 unter dem Schutz des Bonifatius von Montferrat aus dem Bukoleon-Palast. Nachdem Balduin von Flandern am 9. Mai 1204 zum ersten Lateinischen Kaiser von Konstantinopel gewählt worden war, nahm der unterlegene Bonifatius die Witwe Isaaks II. zur Frau, weil er sich von dieser Ehe bessere Aussichten im weiteren Streben nach dem Thron von Konstantinopel versprach. 
Im Sommer 1204 kam es zwischen Balduin I. und Bonifatius zum offenen Bruch. Während der neue Kaiser auf seinem Zug nach Westen das von Bonifatius beanspruchte Thessaloniki in Besitz nahm, eroberte dieser im Gegenzug im Rücken seines nominellen Lehnsherrn die thrakische Stadt Didymoteichon. Dort wurde der noch minderjährige Manuel Angelos von seinem Stiefvater vor dem 12. August 1204 zum byzantinischen Kaiser ausgerufen. Auf Anordnung Balduins musste Bonifatius die anschließende Belagerung Adrianopels abbrechen, wurde aber nach einer von Enrico Dandolo und Ludwig von Blois arrangierten Übereinkunft als König von Thessaloniki anerkannt, gleichwohl als Vasall des Lateinischen Kaiserreichs. 
Manuel Angelos begleitete seinen Stiefvater im Frühjahr 1205 auf dessen Feldzug nach Thessalien und Hellas, um weitere Territorien des zerfallenen Byzantinischen Reiches der Herrschaft der Lateiner zu unterwerfen. Der junge Prätendent, in dessen Namen Bonifatius zu handeln vorgab, wurde dabei den Bewohnern der eroberten Städte in kaiserlichem Ornat präsentiert. Als Bonifatius am 4. September 1207 von den Bulgaren getötet wurde, spielte Manuel in der Nachfolge als König von Thessaloniki keine Rolle mehr; diese trat vielmehr sein jüngerer Halbbruder Demetrios, der leibliche Sohn des Bonifatius, unter der Regentschaft ihrer Mutter Margarete an.
Im Frühjahr 1211 wurde Manuel Angelos beim Angriff der von Kaiser Heinrich geführten Lateiner auf den nikäischen Kaiser Theodor I. Laskaris gefangen genommen. Sein weiteres Schicksal ist unklar; eine in Nikaia gefundene Inschrift, die für 1212 den Tod eines 35-jährigen πρίγκιψ Μανουήλ überliefert, wird trotz der offensichtlichen Unstimmigkeit der Altersangabe mit Manuel Angelos in Verbindung gebracht.